# کلیسای جامع سنت گریگور روشنگر
کلیسای جامع سنت گریگور روشنگر (به ارمنی Սուրբ Գրիգոր Լուսավորիչ մայր եկեղեցի - به انگلیسی Saint Gregory the Illuminator Cathedral)، یک کلیسای جامع حواری ارمنی واقع در ایروان، ارمنستان می‌باشد. ساخت این ساختمان در سال ۱۹۹۷ میلادی شروع و در سال ۲۰۰۱ میلادی به پایان رسید. معمار این بنا استپان کیورکچیان است که این کلیسا را به سبک معماری ارمنی طراحی کرده‌است. این کلیسا در ناحیه کنترون، و در نزدیکی ایستگاه متروی ژنرال آندرانیک واقع شده‌است. این کلیسا در تاریخ ۲۳ سپتامبر ۲۰۰۱ میلادی به‌طور رسمی بازگشایی شد. چند روز بعد ژان پل دوم از کلیسای جامع سنت گریگور روشنگر بازدید کرد. این کلیسا به مناسبت بزرگداشت هزار و هفتصدمین سالگرد اعلام مسیحیت به عنوان دین رسمی، ارمنیان ساخته شده‌است. مساحت داخلی کلیسا حدود ۳۸۲۲ متر مربع است، در حالی که ارتفاع کلیسای جامع از زمین تا بالای صلیب ۵۴ متر است. این کلیسا به همراه کلیسای جامع تثلیث تفلیس بزرگ‌ترین کلیسای قفقاز جنوبی می‌باشد.

## نگارخانه

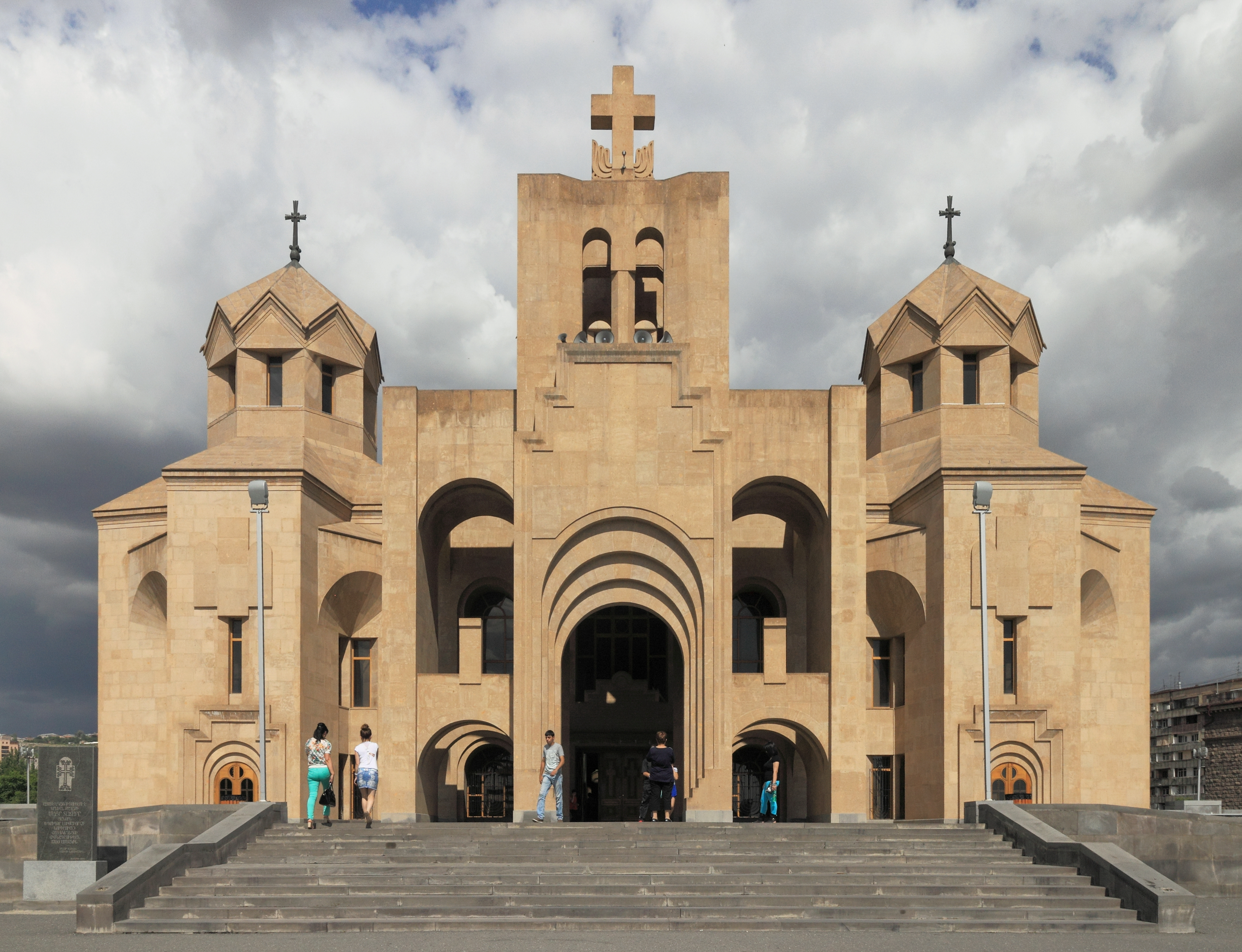
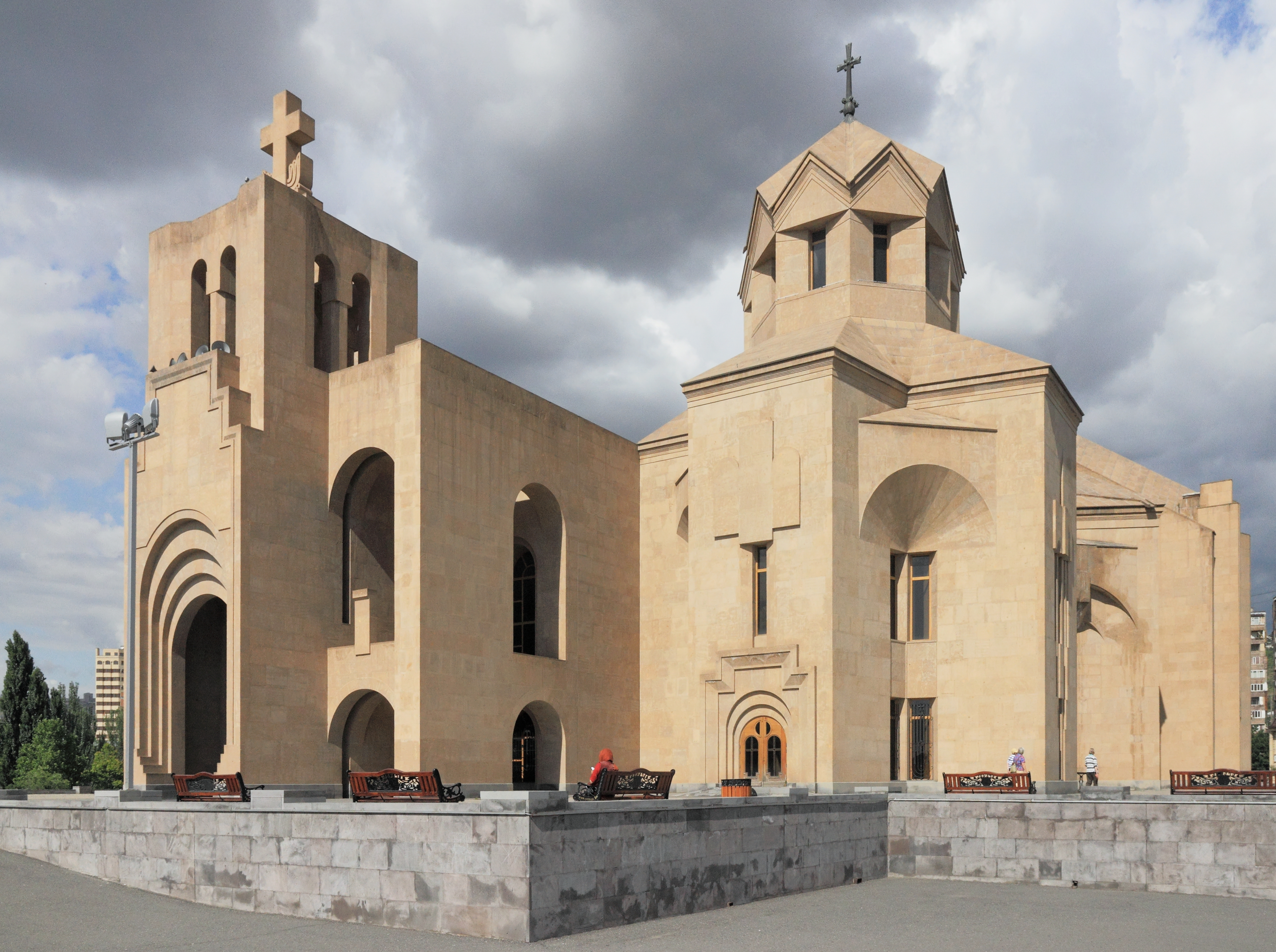
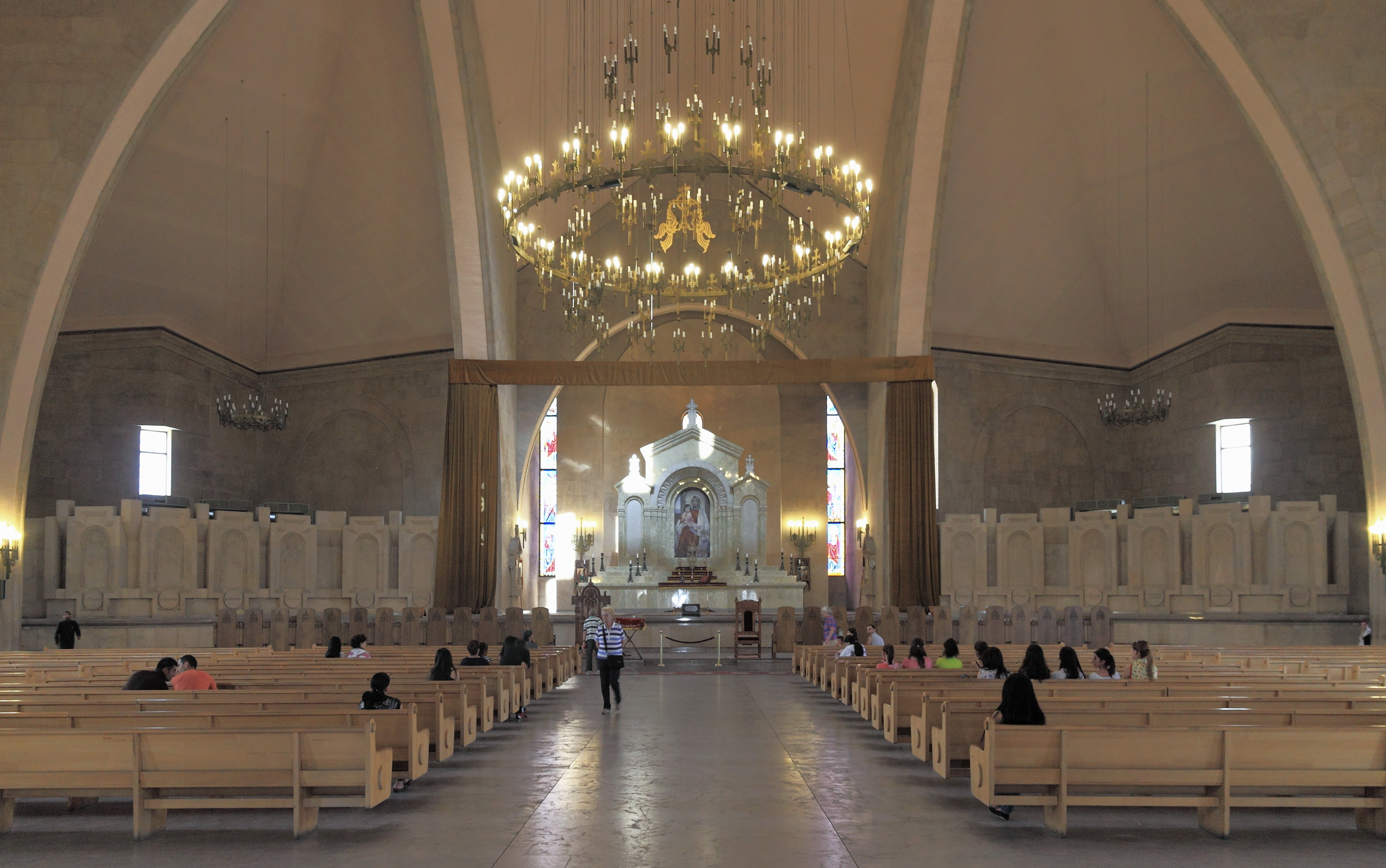
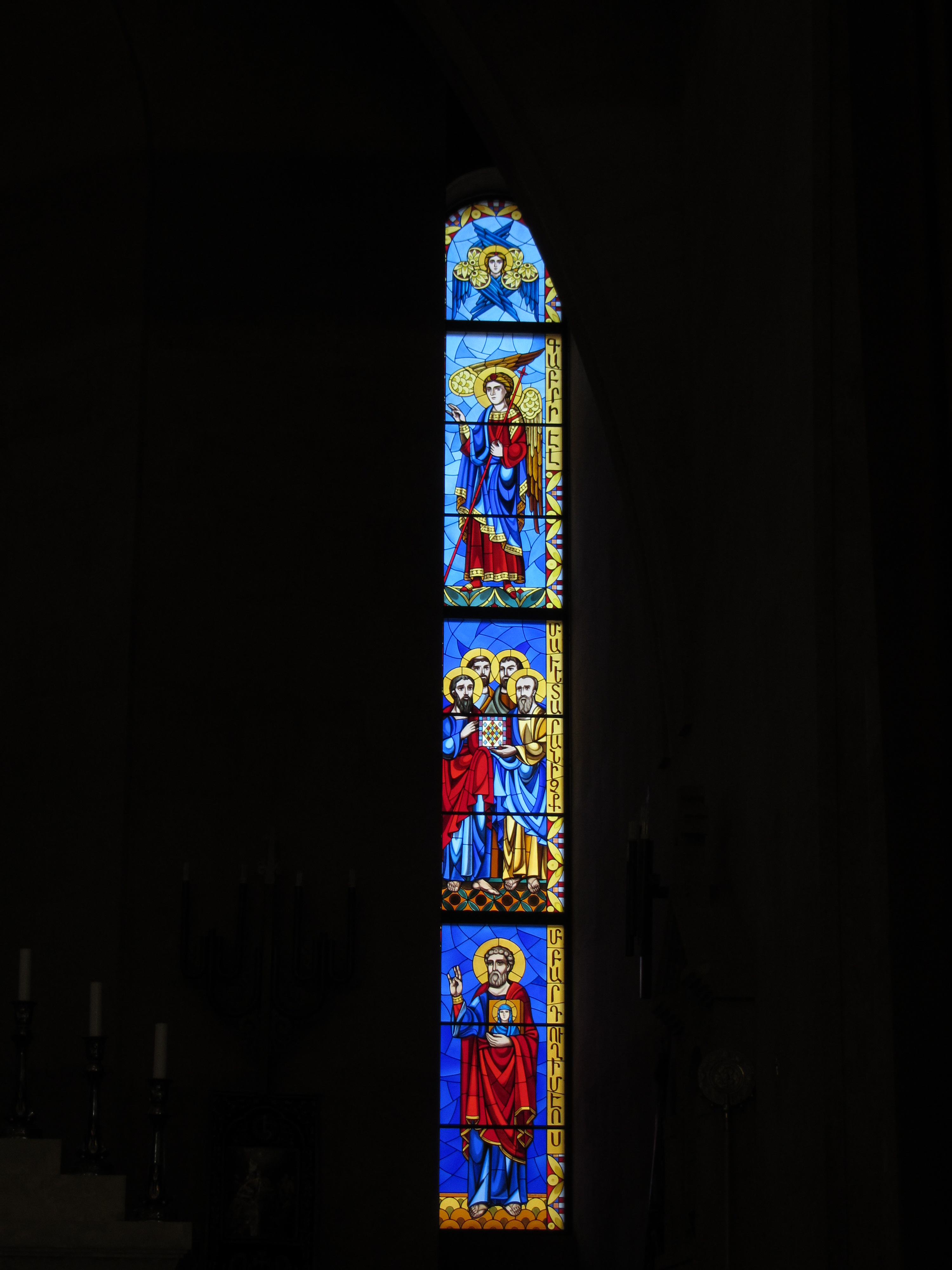
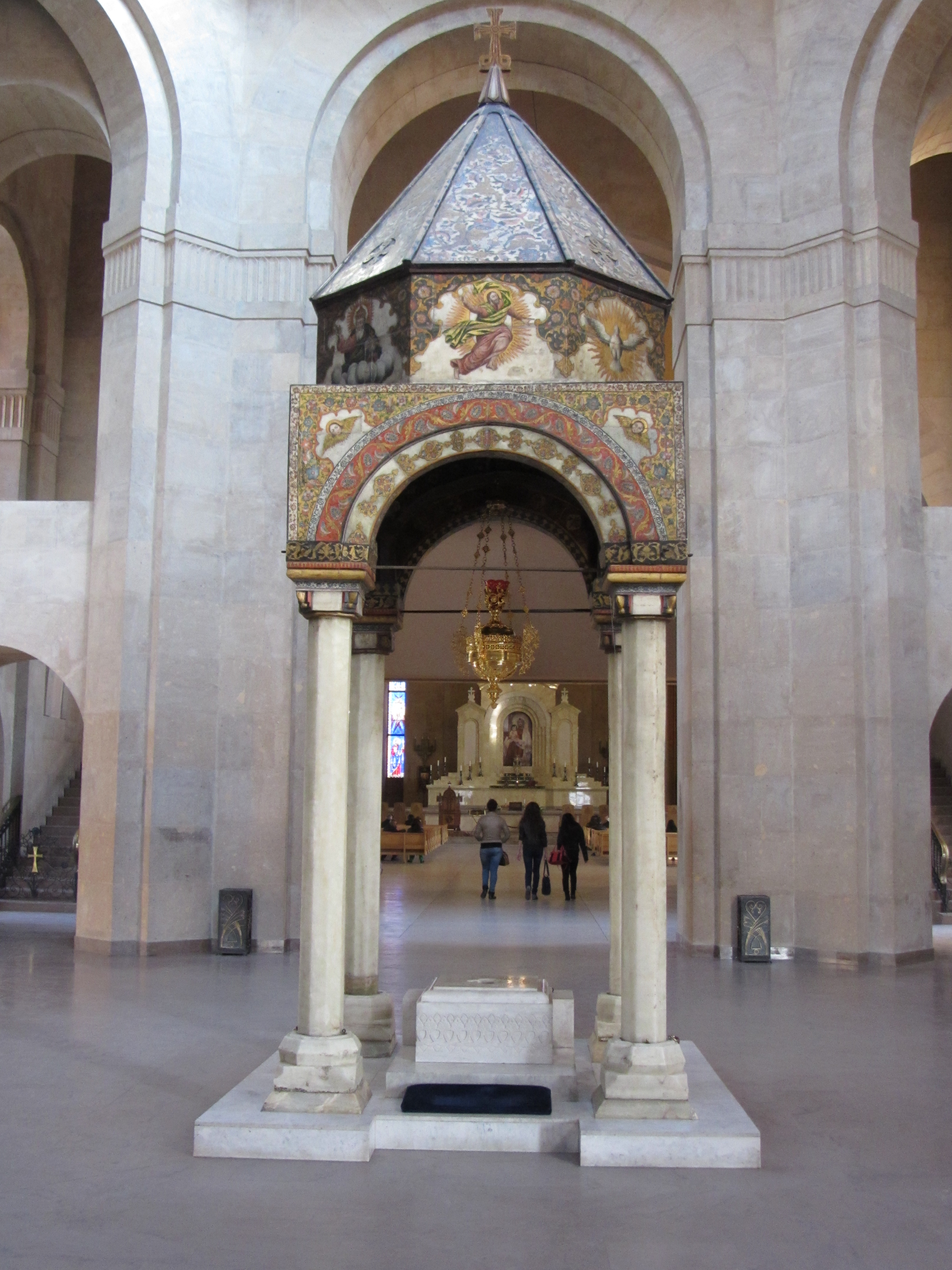
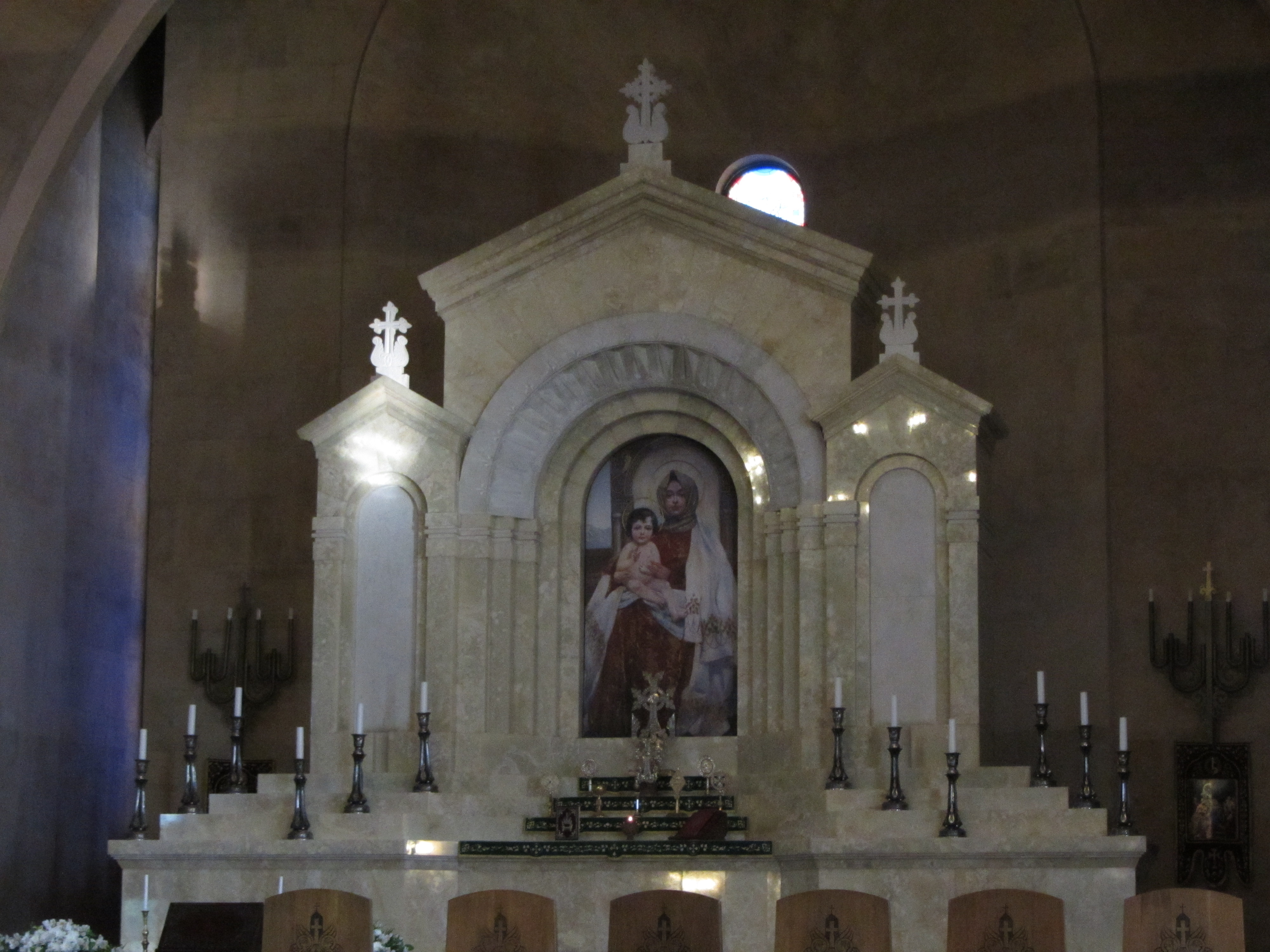